# Мары (Бутурлинский район)
Мары —  поселок в Бутурлинском районе Нижегородской области.

## География
Находится на расстоянии приблизительно 4 километра по прямой на восток от поселка Бутурлино, административного центра района, к югу от железнодорожной линии Арзамас-Сергач.

## История
Входил до 2020 года в состав Уваровского сельсовета.

## Население
Постоянное население составляло 98 человек (70% русские, 30% татары) в 2005 году, 27 в 2010.